# کبوده
برای درختی به این نام به پده نگاه کنید.
کبوده در شاهنامه چوپان افراسیاب بود. چون ایرانیان به سرداری طوس از کاسه‌رود گذشتند و خبر رسیدن لشکریان ایران انتشار یافت. تژاو کبوده را شب‌هنگام به جاسوسی به اردوگاه سپاه ایران فرستاد. اما اسب کبوده در تاریکی شیهه زد و بهرام که طلایه‌دار سپاه ایران بود به جانب صدا آمد و در تاریکی تیری بر کمربند کبوده زد و او را از اسب فرو افکند.

## کبوده در شاهنامه
بهرام نزد کبوده رفت و از او پرسید که چه کسی او را به جاسوسی فرستاده است. کبوده امان خواست و گفت که تژاو او را فرستاده‌است و اگر در امان باشد او را به محل تژاو رهنمون خواهد ساخت. اما بهرام سر او را با خنجر از تن جدا کرد و به پای لشکریان افکند . سپاه ایران به سپهسالاری طوس پس از عبور از مرز فرود به مرزبانی پلاشان رسید آنجا نیز با خاک یکسان کرد و پس از عبور از تنگه‌ای صعب‌العبور و برفی به مرز گروگرد رسید. ویژگی این سرزمین کوهستانی بودن و دارای مراتع و چراگاهای سرسبز است برای دام‌ها و گله‌های اسب و گوسفند. سکنهٔ این سرزمین احتمالاً به شغل دام و چرا و شکار اشتغال داشتند. هنگام یورش سپاه ایران به گروگرد مرزبانی آن تژاو بود .
| گروگرد بودی نشست تژاو      |  | سواری که بودیش با شیر تاو   |
| فسیله بدان جایگه داشتی     |  | چنان کوه تا کوه بگذاشتی     |
| خبر شد که آمد ز ایران سپاه |  | گله برد بباید به یکسو ز راه |
| فرستاد گردی هم اندار شتاب  |  | به نزدیک چوپان افراسیاب     |
| کبوده بدش نام و شایسته بود |  | به شایستگی نیز بایسته بود   |